# Meokgol (métro de Séoul)
Meokgol est une station sur la ligne 7 du métro de Séoul, dans l'arrondissement de Jungnang-gu.